# (11339) Orlík
(11339) Orlík est un astéroïde de la ceinture principale.

## Description
(11339) Orlik est un astéroïde de la ceinture principale. Il fut découvert le 13 novembre 1996 à l'Observatoire Kleť par Miloš Tichý et Zdeněk Moravec. Il présente une orbite caractérisée par un demi-grand axe de 2,44 UA, une excentricité de 0,07 et une inclinaison de 5,0° par rapport à l'écliptique.

## Compléments